# Josette Baisse
Josette Baisse, née Michelet le 11 septembre 1924 à Briançon et décédée le 13 juillet 2023 à Sallanches, est une fondeuse française.

## Biographie
Josette Baisse, sacrée championne de France en 1951, dispute le 10 kilomètres femmes des Jeux olympiques d'hiver de 1952 à Oslo, terminant à la 15e place.
Figure du club des sports de Chamonix, elle meurt le 13 juillet 2024 à l'âge de 98 ansà Sallanches.